# متی ورچه
متی ورچه (انگلیسی: Matty Virtue؛ زادهٔ ۲ مهٔ ۱۹۹۷) بازیکن فوتبال‌ حرفه‌آی انگلیس که در باشگاه فوتبال بلکپول بازی می‌کند.
از باشگاه‌هایی که در آن بازی کرده‌است می‌توان به باشگاه فوتبال لیورپول اشاره کرد.